# Crassodontidanus
Genre
Espèces de rang inférieur
- † Crassodontidanus serratus
- † Crassodontidanus wiedenrothi

Crassodontidanus est un genre fossile de requins, appartenant à la famille également éteinte des Crassonotidae. 

## Présentation
Il a vécu au Jurassique (du Pliensbachien au Kimméridgien) et ses fossiles ont été découverts en Allemagne.

## Liste d'espèces
Deux espèces sont connues :
- Crassodontidanus serratus (Fraas, 1855)
- Crassodontidanus wiedenrothi (Thies, 1983)